# Долман
Долман (турски: ) представља различиту врсту робе, али сва роба има рукаве и прекрива горњи део тела, понекад и више. Оригинално, термин долман представља дугачку и лабаву одећу са уским рукавима и отвором напред. Обично су га носили Турци.<

## Војнички долман
Долман је ушао у западну културу преко Мађарске, почевши од шеснаестог па све до деветнаестог века, где су га мађарски хусари развили у део службене војне униформе. Јакна је била уско и кратко ошишана и свуда украшена. Испод овога се носила везена кошуља која је била тесно исечена до струка, а испод које се кошуља распламсала у сукњу која је понекад допирала до колена у стилу цсакора. Украшена сабља или мач висила је око појаса цеви око струка. Сложени стил облачења одражава културне вредности с обзиром на романтични војни патриотизам. Други одевни предмет који се зове пелисе често се носио преко њега: сличан капут, али са крзном, најчешће ношен преко левог рамена са опуштеним рукавима (ако их има).

## Модни долман
Долман је такође одећа коју носе даме, са широким аранжманима попут огртача уместо рукава. Био је то омиљени стил мантије који су носиле модерне жене 1870 -их и 80 -их.
Долманов рукав је рукав постављен у врло низак крак руке; у ствари, наслон за руке може се проширити до струка, у том случају неће бити шава испод пазуха у блузи. Долманови рукави били су веома популарни у женској одећи током грађанског рата у САД. Имали су ефекат да рамена изгледају нагнуто, што је умањило изглед струка. Долманов рукав раног 21. века описује рукаве исечене као један са прслуком, који се може сузити до зглоба или се широко сећи.

## Галерија
- Мађарски долман из 19. века за судску одећу.
- Британски хусарски официр у долману, 1809.
- Женски долмански омотач.
- Француски коњички долман, око 1900.
- Долман.